# Изчезване на R6D-1 в Атлантическия океан през 1956 г.
Изчезването на R6D-1 над Атлантическия океан през 1956 г. включва военен транспортен самолет „Дъглас R6D-1 Лифтмайстер“ от Военноморските сили на Съединените американски щати с полет до Азорските острови, който изчезва на 10 октомври 1956 г. над Атлантическия океан на около 590 километра югозападно от Лендс Енд, Англия с всички 50 души на борда и 9 членове на екипажа. Всички пътници са служители на 307-о бомбардировъчно крило на Военновъздушни сили на САЩ, разположено във военновъздушната база „Линкълн“, Небраска. Инцидентът става при завръщане след 90-дневно временно дежурство в Англия.
Изчезването е вторият голям инцидент с участието на R6D-1 на военноморските сили за 19 месеца, след като друг R6D-1 се разбива в Хаваи през март 1955 г. В 14-дневното търсене на самолета и оцелели са открити само колела и спасителен сал, който плава на 596 километра югозападно от Лендс Енд. Никаква следа от екипажа или пътниците не е открита.